# Kaka Hathrasi
Kaka Hathrasi (Vasant, Hindi काका हाथरसी हिंदी भाषा के हास्य कवि; geb. 18. September 1906 in Hathras, United Provinces of Agra and Oudh, Britisch-Indien als Prabhu Lal Garg; gest. 18. September 1995) war ein Satiriker und humoristischer Dichter des Hindi in Indien.

## Leben
Hathrasi wurde als Prabhu Lal Garg geboren und wählte den Künstlernamen Kaka Hathrasi. Er benutzte „Kaka“, weil er eine Figur mit diesem Namen in einem Bühnenstück spielte, welche ihn bekannt machte. „Hathrasi“ bezog sich auf seine Heimatstadt Hathras. Er verfasste 42 Werke, unter anderem humoristische und satirische Gedichte, Prosa und Bühnenstücke. Er verfasste darüber hinaus auch drei Bücher über indische klassische Musik unter dem Künstlernamen „Vasant“. 1932 gründete er den Verlag Sangeet Karyalaya (ursprünglich: „Garg and Co.“). In dem Verlag wurden Bücher über klassische indische Musik und Tanz verlegt. Zudem gab er ab 1935 das monatliche Magazin Sangeet heraus. Dies ist die einzige Zeitschrift über indische klassische Musik und Tanz, welche über einen Zeitraum von 78 Jahren kontinuierlich herausgegeben wurde.

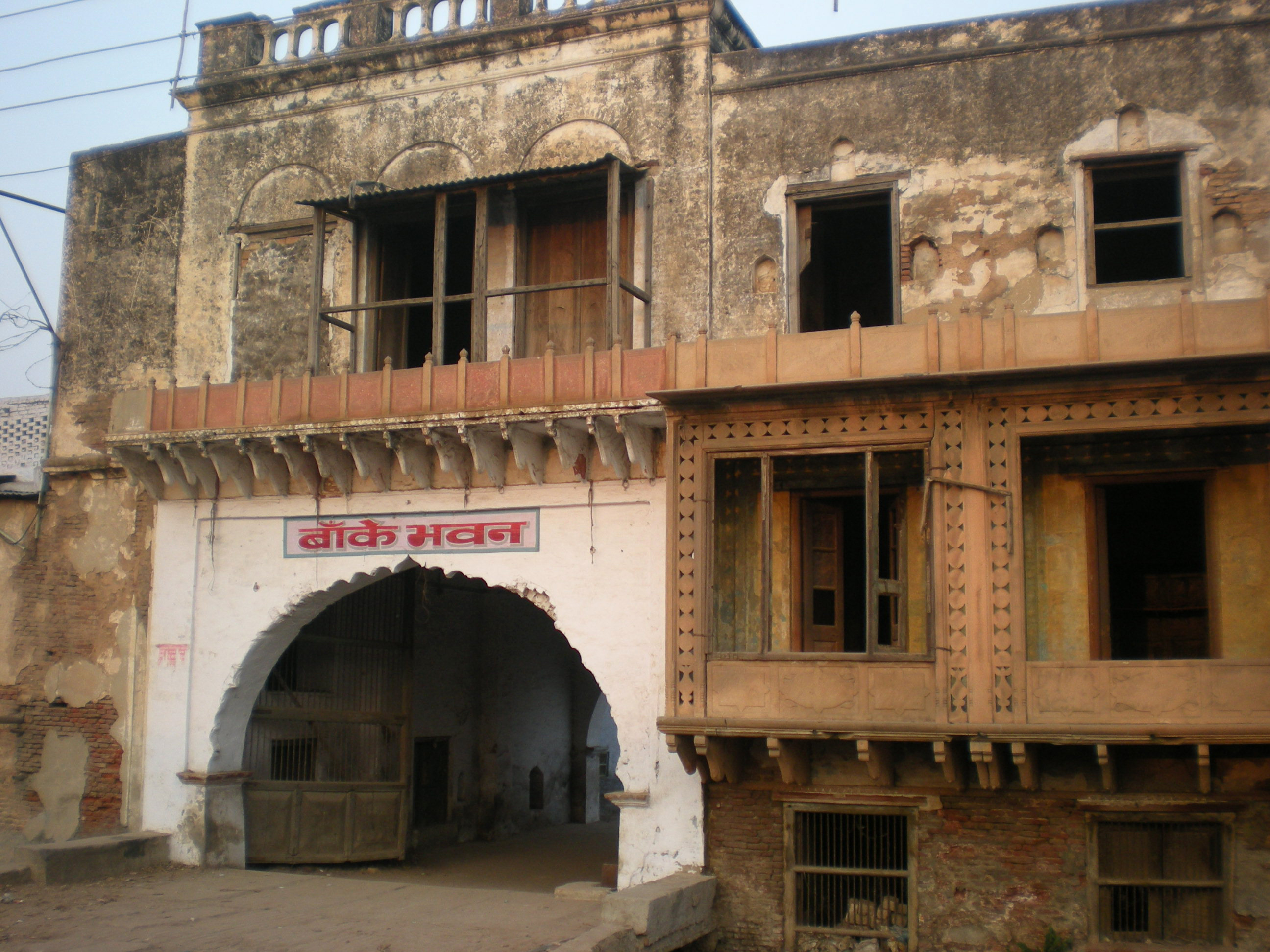
Das Haus Banke Bhawan von Kaka Hathrasi, Hathras.

## Werke

### Humor
- Kaka Tarang. Diamond Pocket Books (P) Ltd., 2005. ISBN 81-7182-513-3
- Kaka Ki Chaupal. Diamond Pocket Books (P) Ltd., 2006. ISBN 81-7182-754-3
- Jai Bolo Baiman Ki, Diamond Pocket Books (P) Ltd., 2006. ISBN 81-288-0693-9
- Mera Jeevan : A-One (Autobiography), Diamond Pocket Books (P) Ltd., 1993. ISBN 81-288-1015-4

## Film
Kaka Hathrasi und sein Sohn Laxminarayan Garg machten einen Film in der Sprache Brij Bhasha, „Jamuna Kinare“ (1983), welcher die Kultur des Braj darstellt. Der Film wurde durch die eigene Firma Kaka Hathrasi Films Production produziert. Die Musik wurde von Laxminarayan Garg komponiert. und das Drehbuch wurde von Ashok Chakradhar verfasst, dem Ehemann von Kakas Nichte, Ms Bageshri.

## Auszeichnungen
Hathrasi wurde 1985 von der Regierung Indiens mit dem Padma Shri ausgezeichnet. Die Hindi Academy in Delhi verleiht jährlich den Kaka Hathrasi Award für herausragende Leistungen auf literarischem Gebiet.